# Beijing Student Film Festival
Beijing Student Film Festival (Chinees: 北京大学生电影节), afgekort SIFF, is een filmfestival dat in 1993 voor het eerst werd georganiseerd door de Normale universiteit van Peking en het stedelijk bureau voor radio, film en televisie. Dit evenement wordt jaarlijks gehouden in april-mei en is een van de meest prestigieuze filmfestivals. Andere zijn momenteel het Shanghai International Film Festival, Golden Rooster Award Filmfestival, Hundred Flowers Award Filmfestival en het Changchun Film Festival.
Het festival bekroont enkele Vliegende Tiger-prijzen (Chinees: 飞虎) voor de keuze gemaakt door een jury bestaand uit studenten, leraren en filmcritici uit Peking. De meest favoriete categorieën worden altijd het laatst genoemd in elke ceremonie.

## Prijscategorieën
Juryprijs
- Beste film
- Beste regisseur
- Beste screenplay
- Beste acteur
- Beste actrice
- Beste visuele effect
- Beste regisseursdebuut
- Grote Juryprijs

Studentenkeuze-prijs
- Favoriete acteur
- Favoriete actrice
- Favoriete regisseur